# 天津神社 (中国)

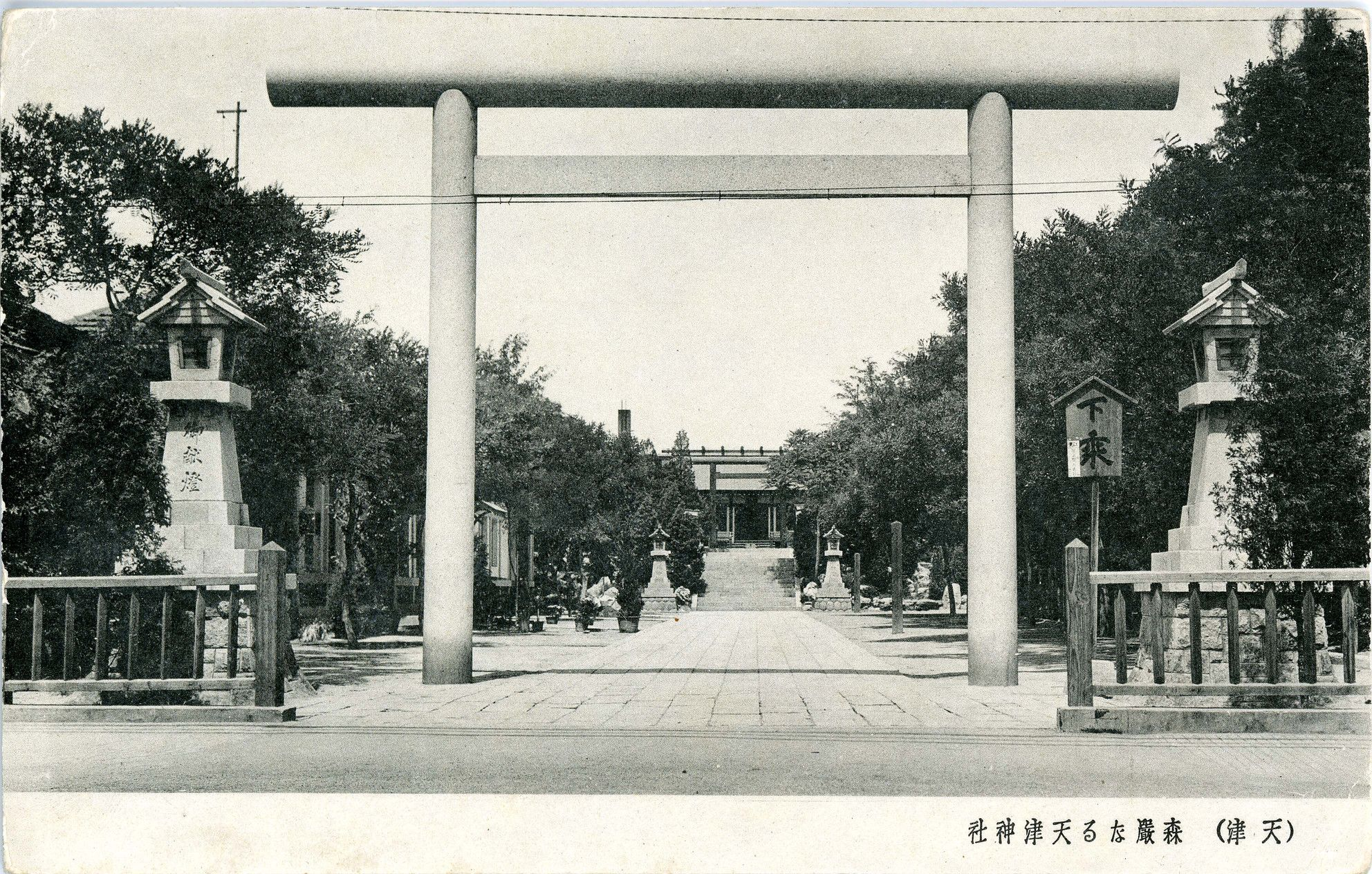
天津神社

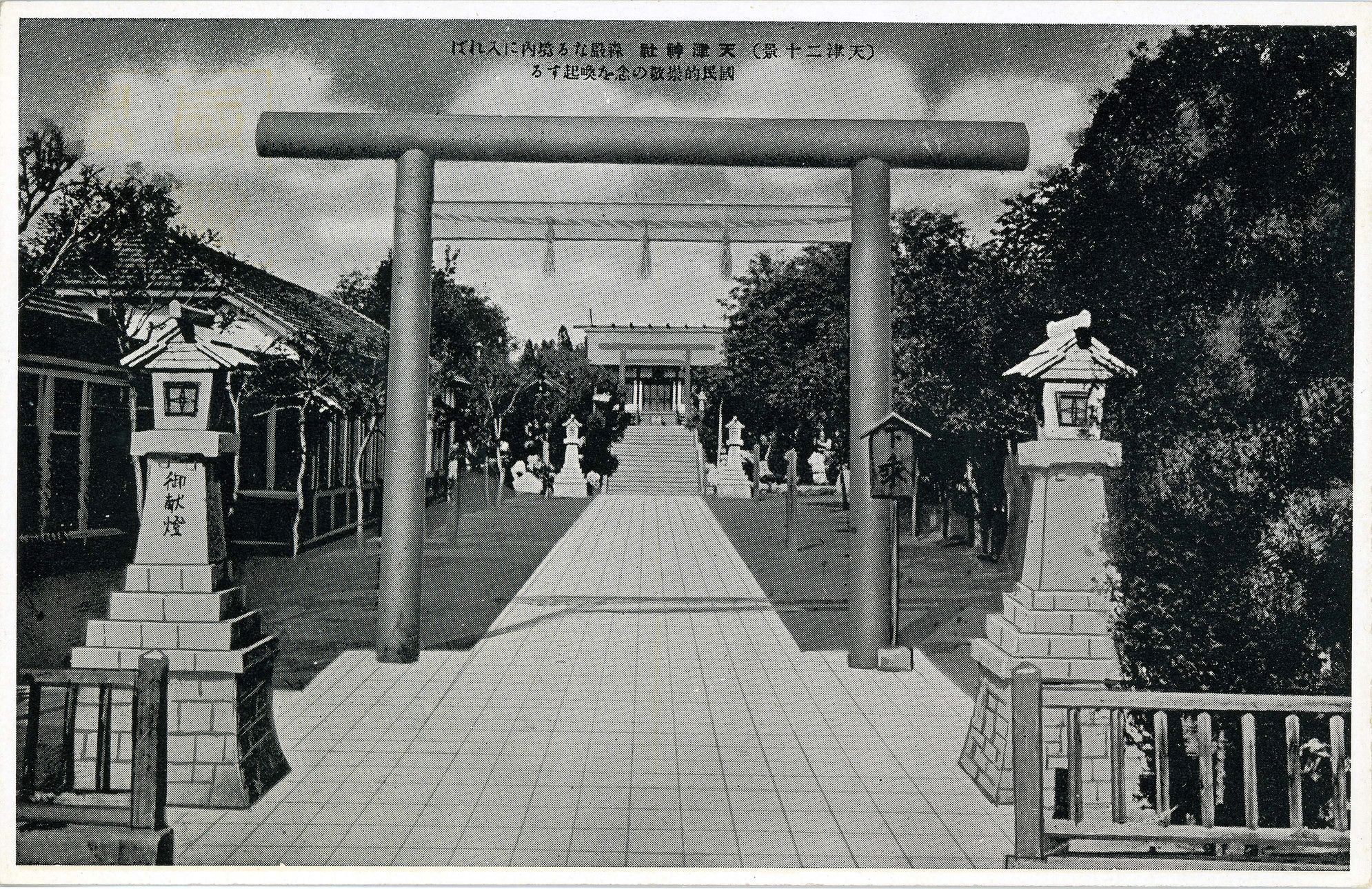
はがきの中の天津神社

天津神社（てんしんじんじゃ）は、現在の中華人民共和国天津市にかつて存在した神社である。祭神は天照大神と明治天皇だった。
天津最初の神社は1906年に建てられた天津稲荷神社である。天津神社は1920年10月11日に天津日本租界内の大和公園に創建された。日中戦争後、神社の敷地が拡張され、社殿も改築された。神社の敷地は現在、ガソリンスタンドが建てられており、遺構は現存しない。